# Nakskov Stadion
Nakskov Stadion (bliver også kaldt OK+ stadion af sponsormæssige årsager) er et stadion i Nakskov, som er hjemsted for byens fodboldklub, FC Nakskov.